# Robertus scoticus
De Robertus scoticus (tên tiếng Anh: heidebodemkogelspin) là một loài nhện trong họ Theridiidae.
Loài này thuộc chi Robertus. Robertus scoticus được miêu tả năm 1914 bởi Jackson.